# Olaus Heinrich Moller
Olaus Heinrich Moller oder Möller (dänisch Ole Henrik Møller; * 9. Mai 1715 in Flensburg; † 5. Mai 1796 ebenda) war ein deutscher Literaturhistoriker, Genealoge und Gymnasiallehrer.

## Leben
Moller war Sohn des Gymnasialrektors und Schriftstellers Johann Moller. Er erhielt Privatunterricht und absolvierte zugleich die Flensburger Gelehrtenschule. Er kam 1734 an die Universität Jena, an der er ein Studium der Theologie aufnahm. Er wohnte in dieser Zeit im Haus des Theologen Johann Georg Walch. Daneben widmete er sich der Literaturgeschichte unter Gottlieb Stolle. Nachdem er sich drei Jahre dem Studium in Jena gewidmet hatte, kam er 1737 nach Kopenhagen. Dort wurde er Hauslehrer beim Konsistorialrat Rohne. Zugleich konnte er dort seine Studien fortsetzen. Hierfür erhielt er Zugang zur Königlichen Bibliothek zu Kopenhagen sowie zur Bibliothek des Hofmarschalls Friedrich Carl von Gram. 1742 gab er seine Hauslehrerstelle wieder auf, um sich der Herausgabe der Cimbria Literata seines Vaters zu widmen. Außerdem war er in dieser Zeit Herausgeber der Zeitschrift Dänische Bibliothek:
Moller folgte 1744 einem Ruf als ordentlicher Professor der Literaturgeschichte an die Universität Kopenhagen, an der er bis 1750 verblieb. 1749 nahm er einen Ruf als Rektor an die Flensburger Gelehrtenschule an. Unter seiner Leitung konnte die Schule ihre Schülerzahl von 29 auf 80 Schüler ausbauen. Er blieb über 45 Jahre als Rektor der Schule im Dienst, bis er kurz vor dem Erreichen des Alters von 80 Jahren um seine Pensionierung bitten musste, da eine Augenschwäche seine Arbeit unmöglich machte.
Moller pflegte eine Privatbibliothek mit etwa 10.000 Bänden.

## Werke (Auswahl)
- mit Bernhard Moller: De Vita Et Scriptis Iohannis Molleri, Flensbvrgensis, Rectoris Qvondam Scholae Patriae Optime Meriti, Commentatio, Korte, Altona 1734.
- (Hrsg.): Johannis Molleri Flensburgensis Cimbria Literata, Sive Scriptorum Ducatus Utriusque Slesvicensis Et Holsatici, Quibus Et Alii Vicini Quidam Accensentur, Historia Literaria Tripartita, 3 Bände, Kopenhagen 1744.
- Historische Nachricht von der Kirche zu St. Johannis in Flensburg, wie auch von den Pastoribus, die vor und nach der Reformation seit 300 Jahren derselben vorgestanden, Serringhausen, Flensburg 1762.
- Genealogische Tabellen, aus welchen erhellet, welchergestalt der Allerdurchlauchtigste, Großmächtigste Fürst und Herr, Herr Christian der Siebende, König zu Dännemark und Norwegen, der Wenden und Gothen ... unser allergnädigster Erb-König und Landes-Vater, wie auch ... Frau Carolina Mathilda, Königin zu Dännemark und Norwegen, der Wenden und Gothen ... unsere allergnädigste Königin und Landes-Mutter, Beyderseits sowol von den allerdurchlauchtigsten Königen zu Dännemark und Norwegen, als auch von den allerdurchlauchtigsten Königen in Engelland, Schottland und Großbritannien [et]c. auf vielfache Weise abstammen , Serringhausen, Flensburg 1766.
- Beytrag zur Kirchen- und Prediger-Geschichte im Herzogthume Schleswig, Flensburg 1769.
- Historische, diplomatische und genealogische Nachrichten von dem adeligen Geschlecht der von Ahlefeldt, Serringhausen, Flensburg 1771.
- Genealogische Tabelle und Nachrichten von den Vorfahren und Kindern der weiland Hochedelgebohrnen und Tugendreichen Frau, Frau Brigitta Christina Lüders, geb. Timmen, Serringhausen, Flensburg 1774.
- Genealogische Tabellen von den Vorfahren und Nachkommen des weiland Wohledlen und Wohlweisen Herrn Peter Feddersen, Rathsverwandten der Stadt Flensburg, und Dessen Ehegattin der weiland Wohledlen und Tugendreichen Frau Lucia Sülings, Serringhausen, Flensburg 1774.
- Historische und Genealogische Nachricht von dem uralten adelichen Geschlecht derer von Zaum oder Suhm (...), Flensburg 1775.